# Herdenkingsplein
Het Herdenkingsplein is een plein in het centrum van de Nederlandse stad Maastricht. Het besloten, verkeersvrije plein is in de laatste decennia van de 20e eeuw ontstaan op een voormalig fabrieksterrein aan de Brusselsestraat. Het onregelmatig gevormde plein met een oppervlakte van circa 0,5 ha wordt omgeven door moderne gebouwen.

## Naamgeving, ligging en verkeer
Het Herdenkingsplein kreeg zijn naam in 1984, toen er nog nauwelijks sprake was van een plein. De naam herinnert aan slachtoffers van totalitaire regimes. Indertijd werd daarbij met name gedacht aan slachtoffers van militaire regimes in Chili en Argentinië.
Het plein ligt in het westelijk deel van het Maastrichtse stadscentrum, aan de noordrand van het Kommelkwartier. Het plein heeft de vorm van een onregelmatige vierhoek met een smalle uitloper naar het noorden. Twee van de vier pleinwanden zijn convex gebogen, waardoor scherpe hoeken zijn ontstaan. In de zuidwestelijke hoek bevindt zich een smalle doorgang naar de Calvariestraat. Aan de oostzijde van het plein bevindt zich een brede doorgang naar de Kruisherengang en de Kommel. De voornaamste entree ligt aan de noordzijde, waar vroeger aan de Brusselsestraat de fabriekspoort stond.
Het Herdenkingsplein is niet toegankelijk voor het gemotoriseerd verkeer. Alleen voetgangers en fietsers zijn er toegestaan. Onder het plein ligt een parkeergarage voor 200 auto's, die beheerd wordt door Q-Park. De toegang bevindt zich aan de Brusselsestraat.

## Geschiedenis

### Pre-industrieel gebruik
De Brusselsestraat vormde in de middeleeuwen de kern van de heerlijkheid Tweebergen, het gebied aan weerszijden van de oude Romeinse heerweg buiten de Tweebergenpoort. In de gecompliceerde staatkundige verhoudingen van het tweeherige Maastricht was Tweebergen een van de elf banken van Sint-Servaas, aanvankelijk behorend tot het bezit van het Sint-Servaaskapittel. Het bestuurscentrum van de heerlijkheid was de Hof van Tweebergen (genoemd in 1070), die ergens halverwege de Brusselsestraat lag. Vanaf 1232 werd dit gebied, dat toen buiten de ommuurde stad lag, rechtstreeks door de proosten van Sint-Servaas bestuurd, zonder tussenkomst van het kapittel.
Vanaf circa 1300 werd het gebied, waar zich al enkele huizen en boerderijen bevonden, door de bouw van de tweede middeleeuwse stadsmuur bij de ommuurde stad gevoegd. De Brusselsestraat werd een drukke stadsstraat, gelegen tussen de Oude en Nieuwe Tweebergenpoort. Die laatste werd in 1427 herbouwd en kreeg later de naam Brusselsepoort. Op oude kaarten en de in opdracht van Lodewijk XV van Frankrijk vervaardigde maquette van Maastricht is te zien dat het gebied waar nu het Herdenkingsplein ligt bestond uit tuinen of boomgaarden.
In de 18e eeuw lagen aan de Brusselsestraat verschillende adellijke woonhuizen. De Refugie van Sint-Gerlach was het refugiehuis van het adellijke klooster van Sint-Gerlach in Houthem. Van 1731 tot 1771 was het refugiehuis op nr. 77 in de Brusselsestraat gevestigd, grenzend aan het tegenwoordige Herdenkingsplein. In 1771 verkochten de Houthemse stiftsdames het pand aan Hendrik Nypels, die de huidige gevel liet optrekken. Later werd het pand bewoond door de familie De Stuers; in 1843 werd Victor de Stuers hier geboren.

### Industrieterrein
Het stichtingsjaar van de zoutraffinaderij achter het pand Brusselsestraat 87-89 is niet bekend, maar mogelijk heeft het bedrijf twee eeuwen of langer gefunctioneerd. In 1797 kochten Jan Cazeau en diens schoonzoon Maximiliaan den Appel de bestaande zoutziederij. In 1825 erfde Sophia Cazeau, die getrouwd was met Willem Jacob Strengnart, het bedrijf. In deze periode was Hubert Seidlitz bedrijfsleider. In 1871 kocht de brouwerszoon Joseph Marres de fabriek. Onder zijn leiding en die van zijn zonen breidde de raffinaderij verder uit. De zes zoutpannen en overige installaties namen een deel van het huidige Herdenkingsplein in beslag. In 1957 werd de productie stopgezet, waardoor 89 werknemers hun baan verloren.

### Post-industriële ontwikkeling
In de 20e eeuw was de Middelbare Kunstnijverheidsschool, later Stadsacademie voor Toegepaste Kunsten en Academie Beeldende Kunsten, tegenwoordig Maastricht Institute of Arts, gevestigd in de voormalige Refugie van Sint-Gerlach. In de tuin van het herenhuis werd in 1956 een modeshow met ontwerpen van studenten van de Kunstnijverheidsschool georganiseerd. In 1962 werd naast de Refugie van Sint-Gerlach een nieuw pand (nr. 75) in gebruik genomen. Dit pand werd omstreeks 1970 fors uitgebreid aan de achterkant, aan de zijde van het tegenwoordig Herdenkingsplein. Het nieuwe gebouw keek uit over het verlaten fabrieksterrein van Marres.
In de jaren 70 en 80 werden plannen gemaakt voor woningbouw op het terrein, waarbij aanvankelijk ook het middendeel bebouwd zou worden. In 1985 werd een appartementengebouw opgeleverd dat het academiegebouw verbond met de Brusselsestraat. Het plein kreeg in deze periode zijn huidige naam. Begin jaren 1990 werd het terrein verder ontwikkeld naar plannen van de stedenbouwkundige Rein Geurtsen in samenwerking met het jonge Delftse architectenbureau Mecanoo. Aan de oostzijde van het plein verrees een uitbreiding van de Academie Beeldende Kunsten van architect Wiel Arets.

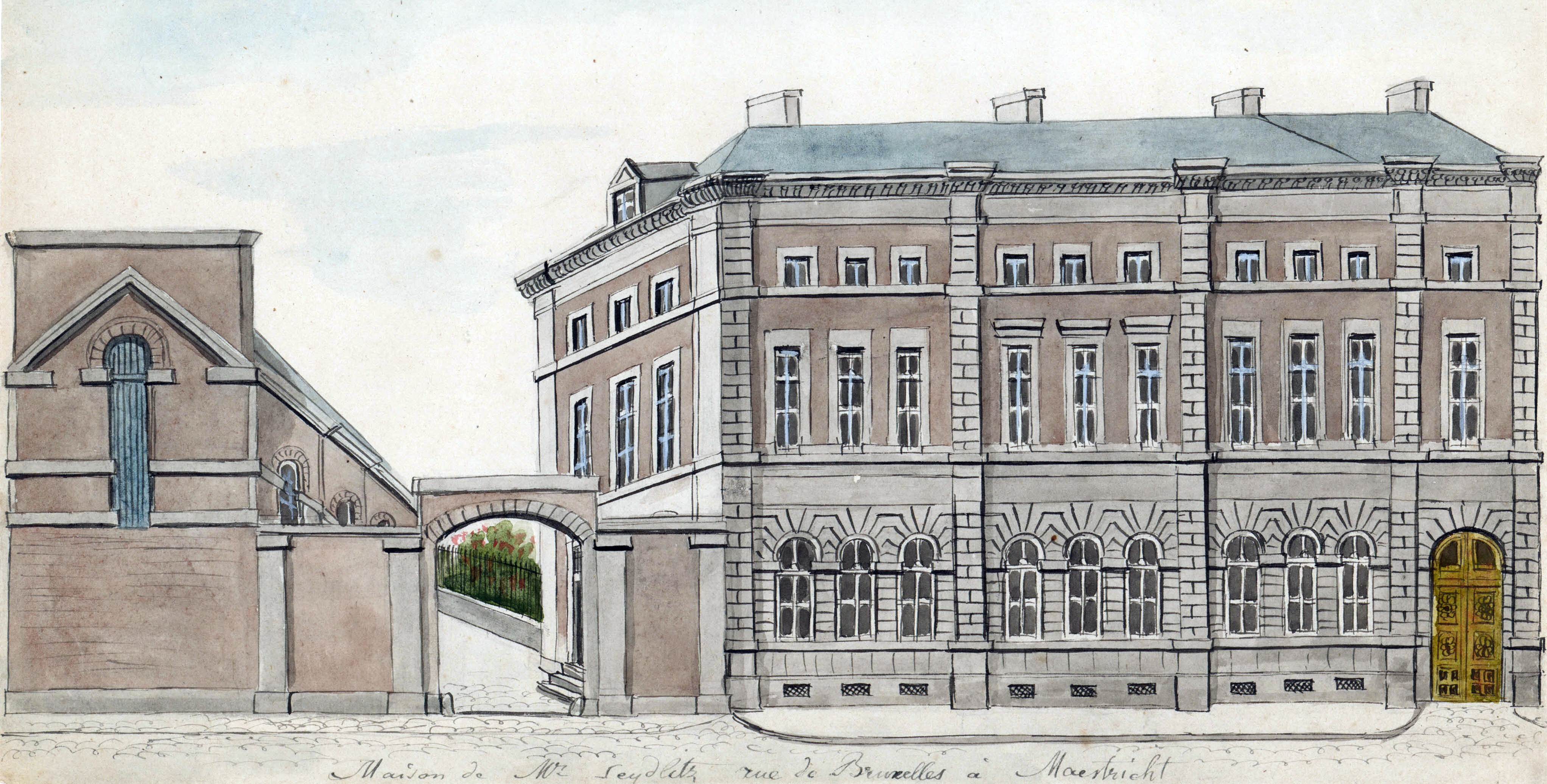
Zoutziederij van Seidlitz, ca. 1850
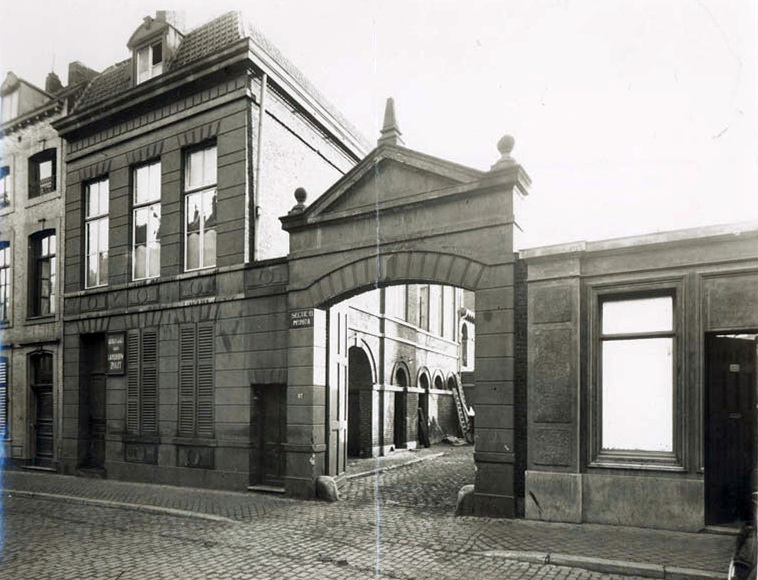
Fabriekspoort van Marres, 1929
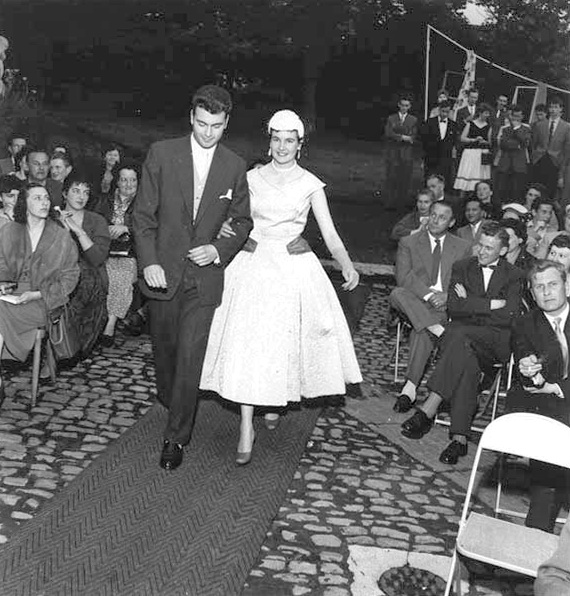
Modeshow Kunstnijverheidsschool, 1956
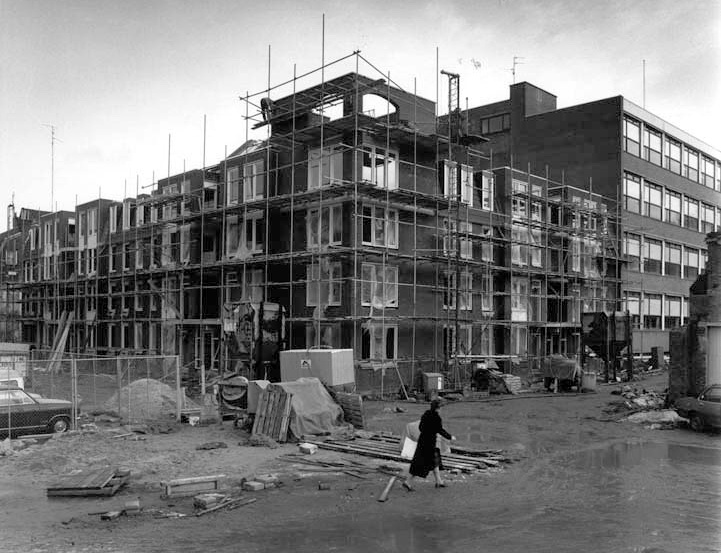
Bouw appartementencomplex, 1984

## Bezienswaardigheden

### Moderne architectuur

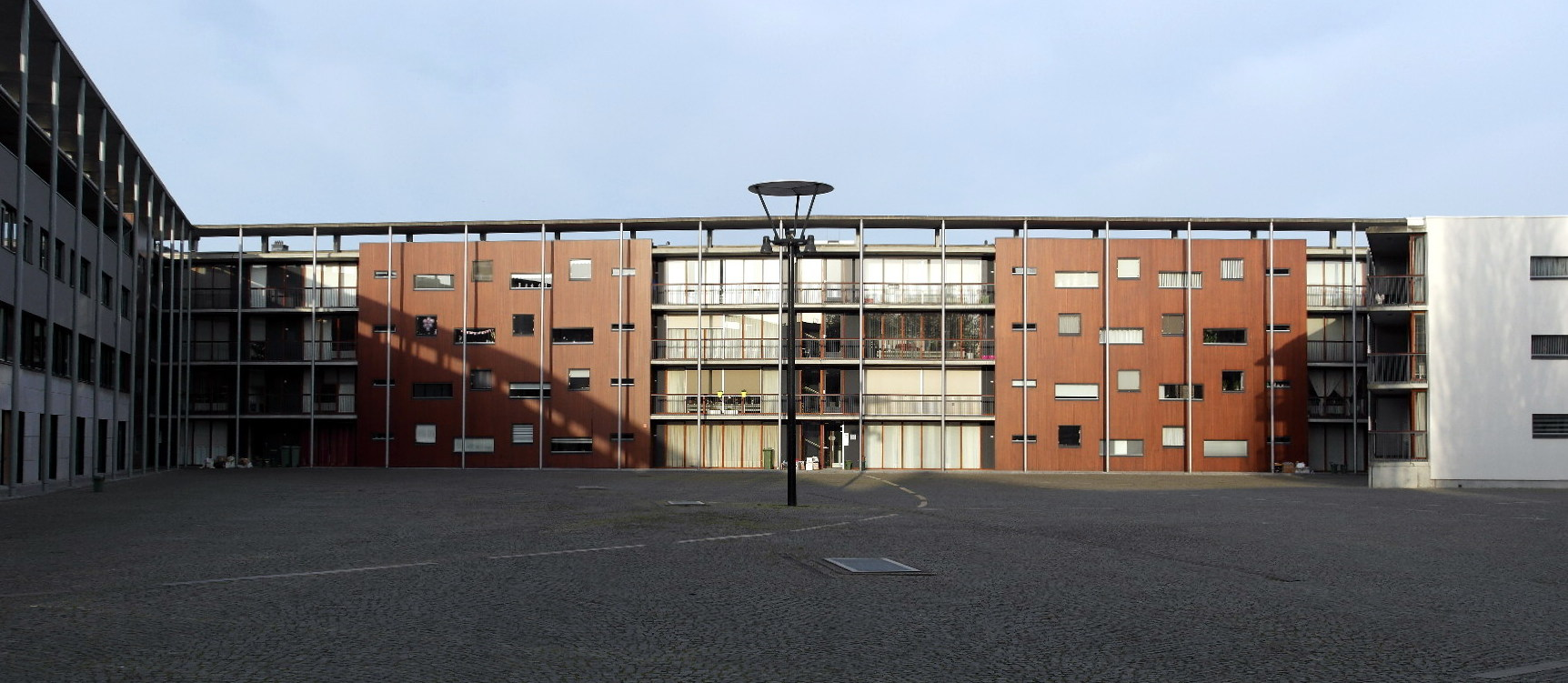
Woongebouw van Mecanoo

Het hoofdgebouw van het Maastricht Institute of Arts aan het Herdenkingsplein bestaat uit een rechthoekig bouwvolume van vier verdiepingen. Het gebouw uit 1969-70 werd in 1995 gepleisterd en donkergrijs geschilderd op advies van architect Wiel Arets. Het deel van het gebouw aan de kant van de Brusselsestraat is sinds circa 2002 in gebruik door de Academie van Bouwkunst Maastricht, eveneens onderdeel van Zuyd Hogeschool. De nieuwbouw van Arets uit 1990-93 bestaat uit twee volumes die met een luchtbrug zijn verbonden. Het minimalistische bouwwerk heeft een betonskelet en is bekleed met glazen bouwstenen, die vooral 's avonds voor een transparant effect zorgen. Het ontwerp werd bekroond met diverse architectuurprijzen.
De westwand van het plein wordt gevormd door een langgerekt en subtiel geknikt woongebouw ontworpen door Erick van Egeraat (destijds Mecanoo). Het gebouw telt vier verdiepingen en valt op door de combinatie van beton, glas en western red cedar. De colonnade met ranke zuilen zet zich voort bij het woongebouw van Bureau Boosten & Rats aan de zuidzijde. Langs het smalle pleindeel richting Brusselsestraat liggen zes stadswoningen van Van Egeraat. Ertegenover ligt een typisch jaren 80 appartementencomplex. Bij de voormalige fabriekspoort bevindt zich een modernistisch kantoorpand, een ontwerp van Jo Janssen en Wim van den Bergh uit 1998-1999.

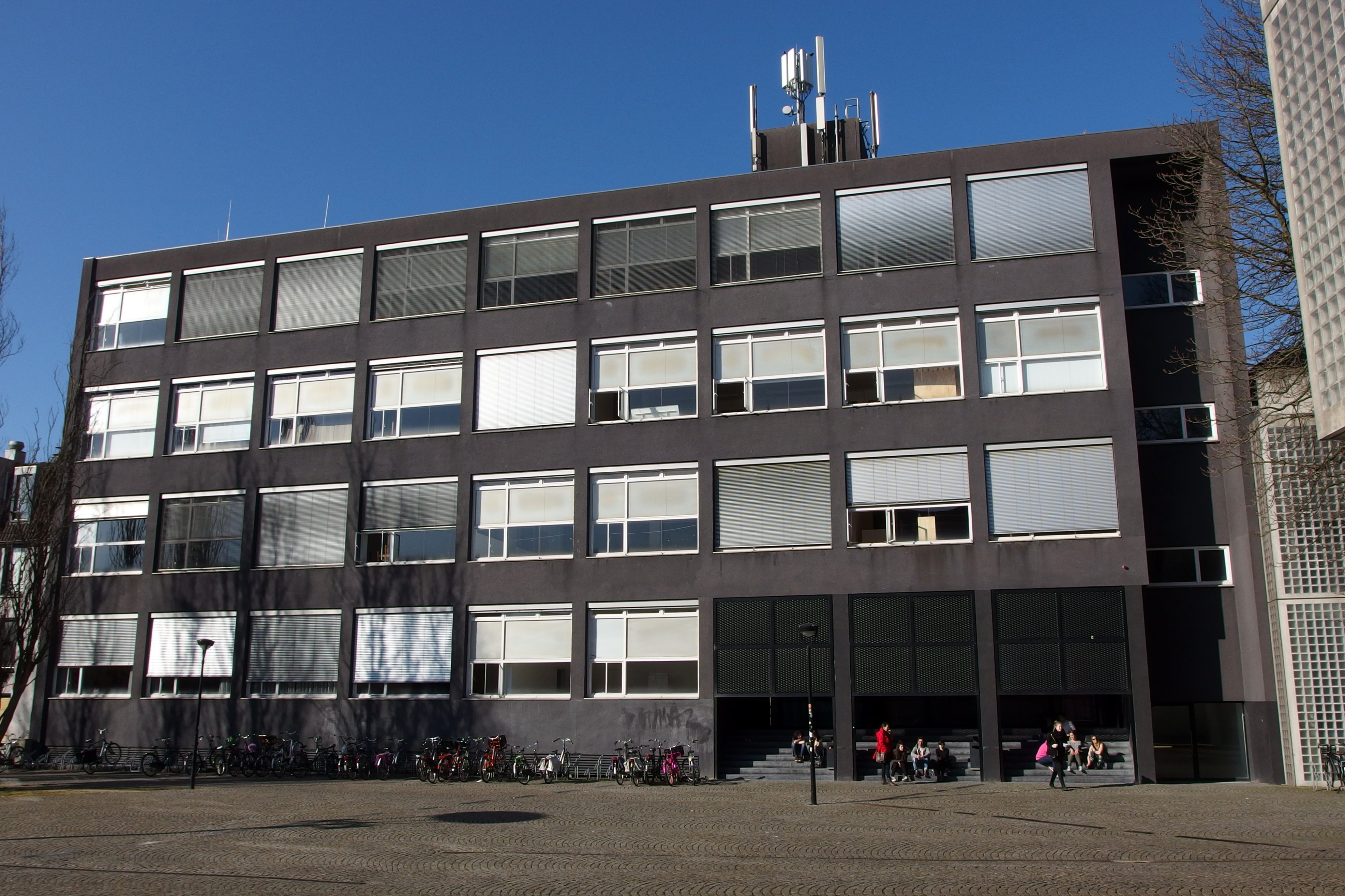
Hoofdgebouw kunstacademie
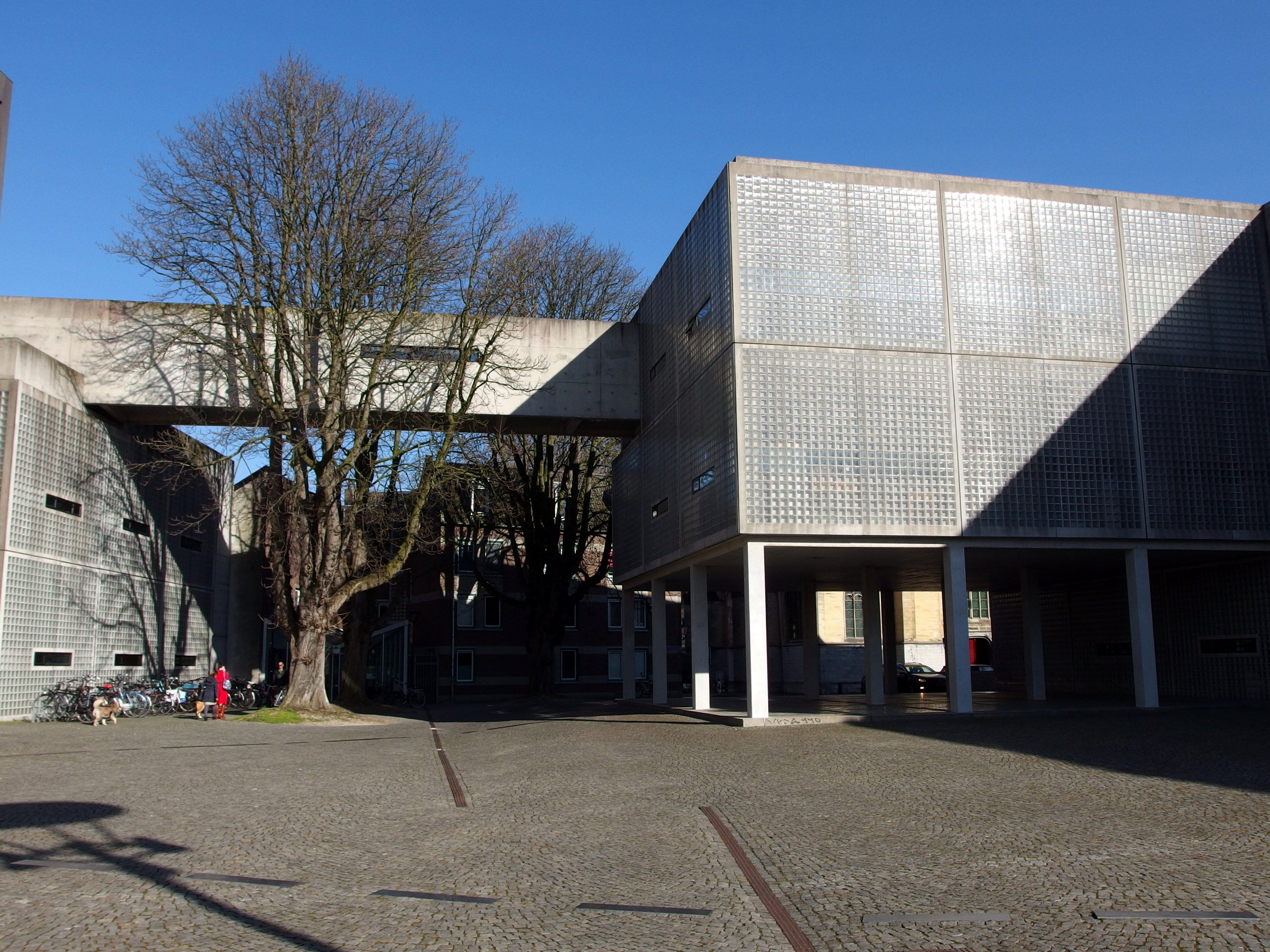
Uitbreiding kunstacademie
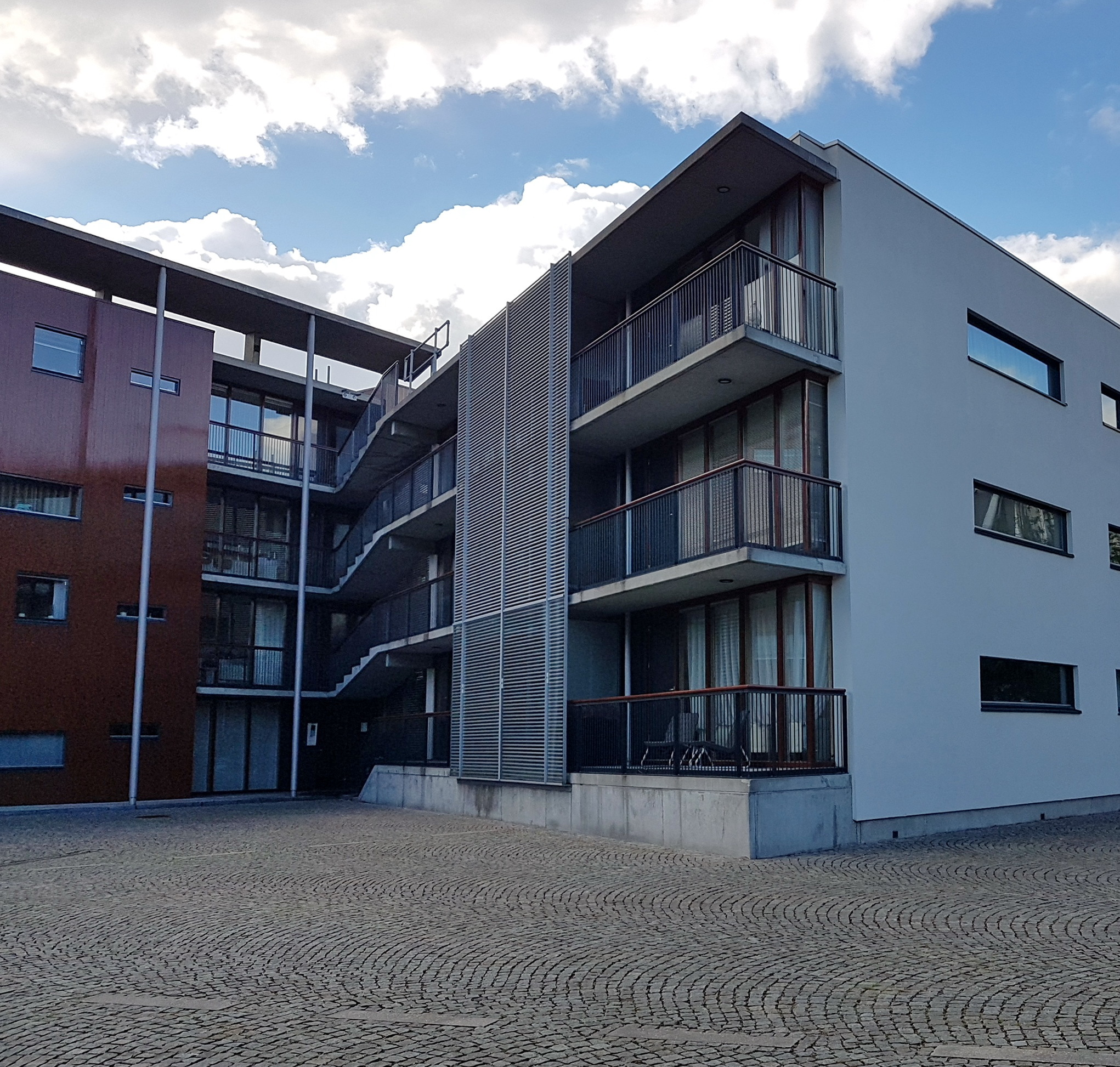
Detail woongebouw Mecanoo
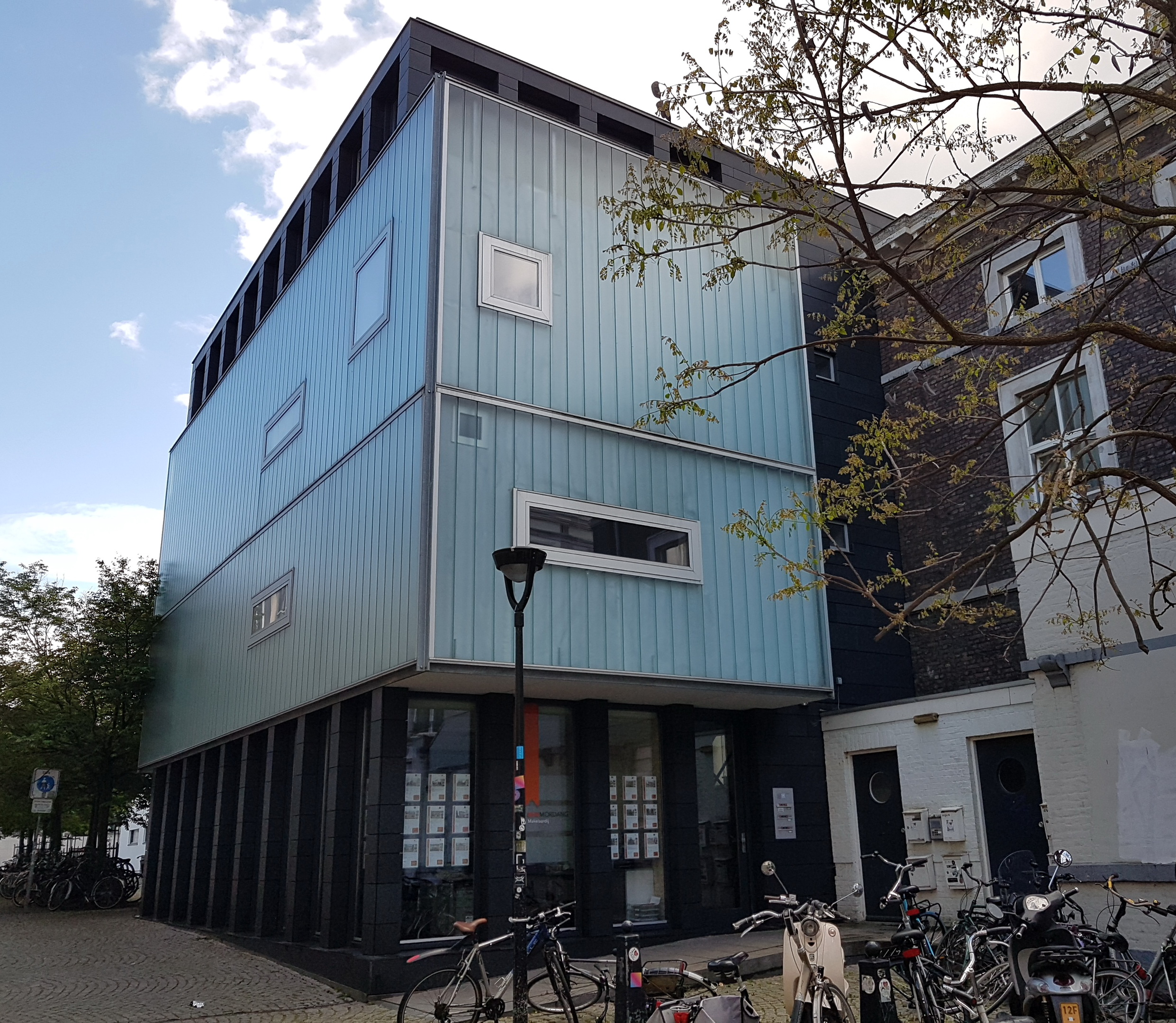
Modern kantoorpand

### Industrieel erfgoed, gedenktekens, pleininrichting

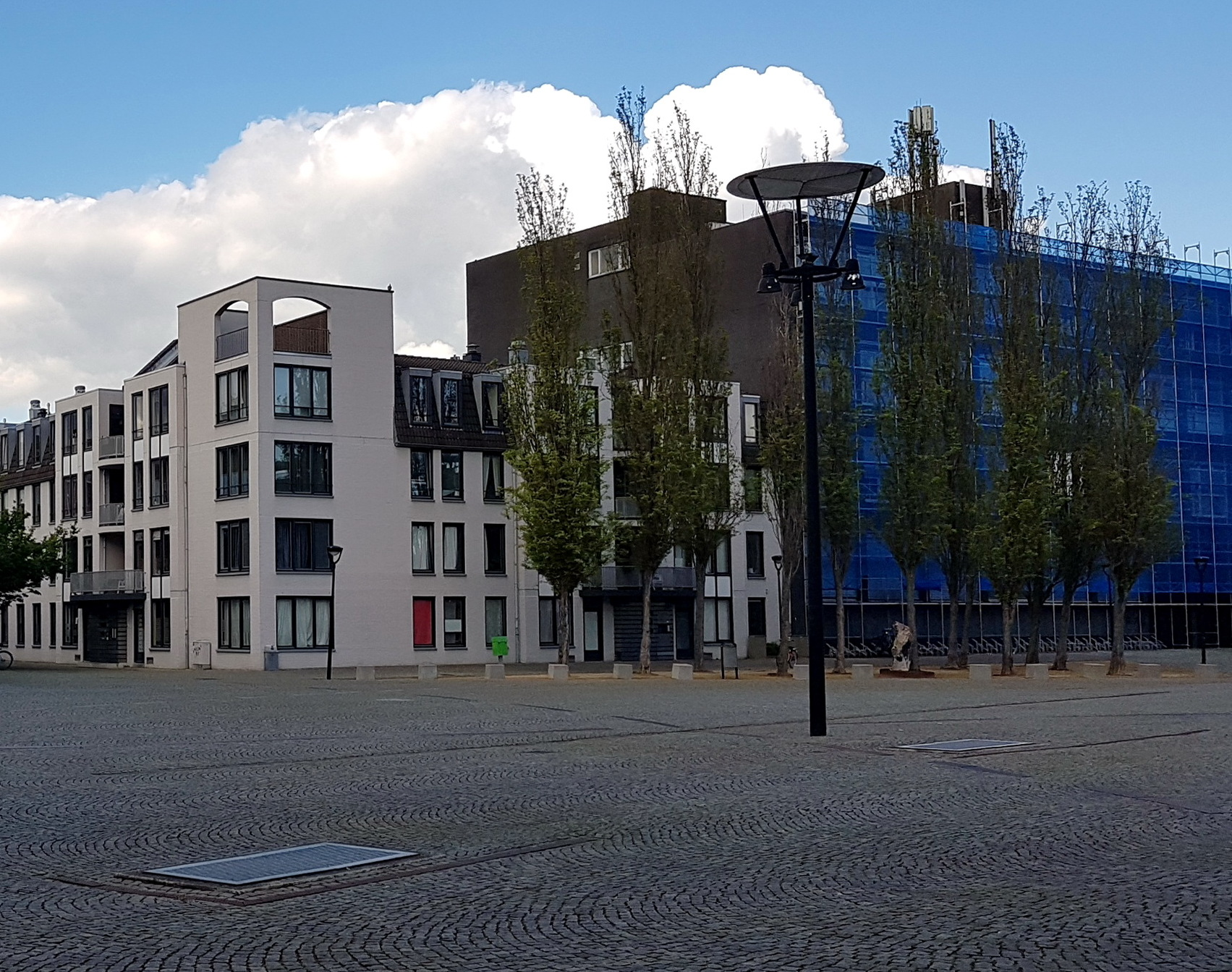
Plaveisel met lijnenspel

Het voornaamste overblijfsel van de zoutziederij van Seidlitz/Marres is het grote pand Brusselsestraat 87-89, omstreeks 1850 gebouwd als directeurswoning en kantoorpand. Het gebouw in neoclassicistische stijl is een gemeentelijk monument. Aan de oostzijde is nog een stuk muur van de fabriekspoort uit 1869 bewaard gebleven.
Op het plein bevindt zich het monument voor de joodse oorlogsslachtoffers in Maastricht in de vorm van een twaalftal bronzen plaquettes in het plaveisel, ontworpen door Appie Drielsma in 1997. Op de plaquettes staat een uitspraak van Albert Schweitzer, waarin de namen zijn verweven van omgekomen familieleden van Drielsma. Elders op het plein staat een bewerkte boomstronk in een perkje van sintels, waar op 4 mei de kranslegging plaatsvindt.
Het plein is van gevel tot gevel met kasseien bestraat. Daarin zijn ter verlevendiging strepen van roestvrij staal, cortenstaal en beton opgenomen, ontworpen door Van Egeraath. De luchtbrug van de ABKM is door de architect zodanig ontworpen dat enkele oude kastanjes bewaard bleven. In een driehoekig perkje aan de noordzijde van het plein staat een twaalftal populieren. Op het smalle deel bij de Brusselsestraat zijn enkele doodsbeenderenbomen geplant.

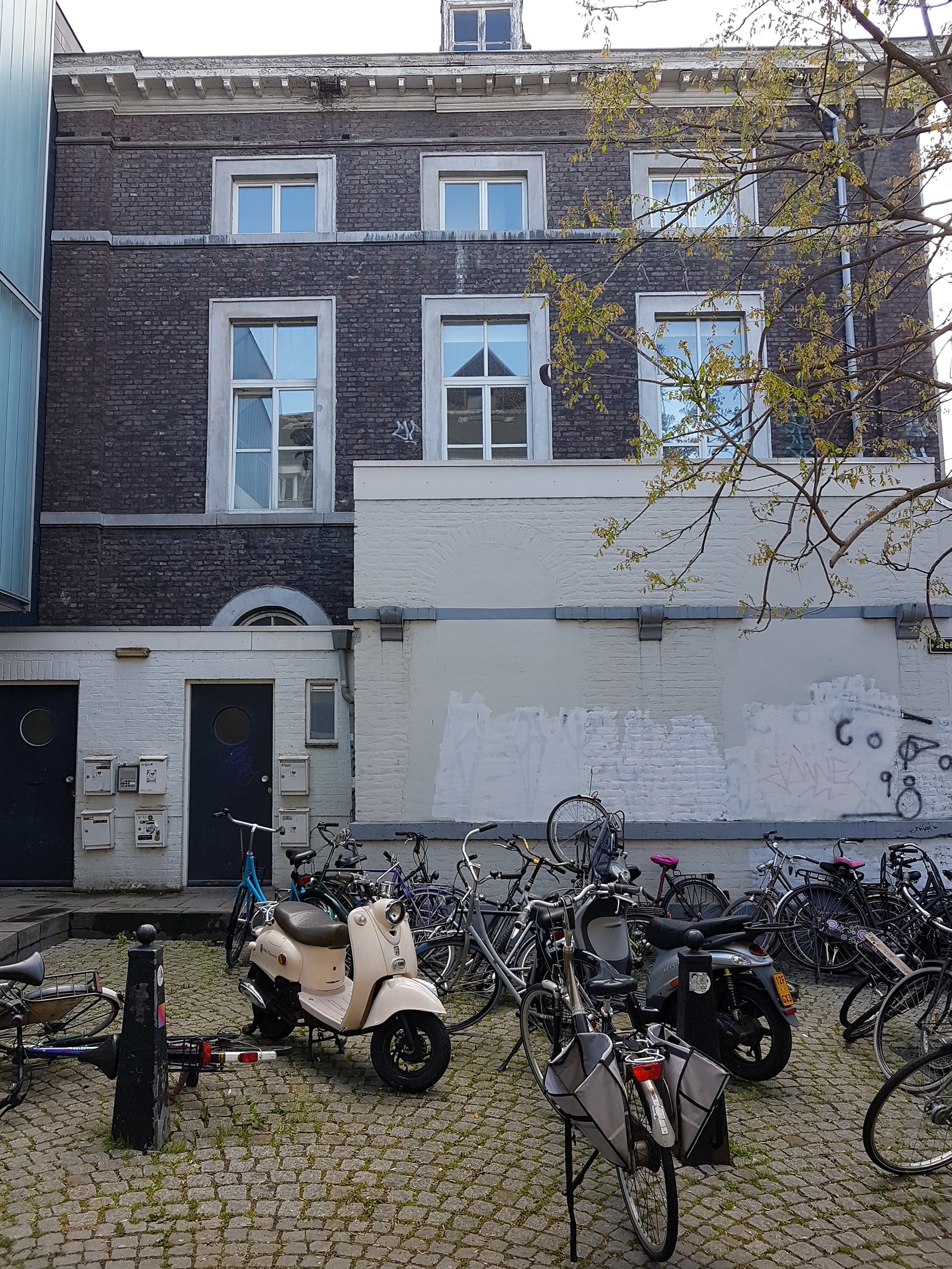
Zijgevel Brusselsestraat 87-89
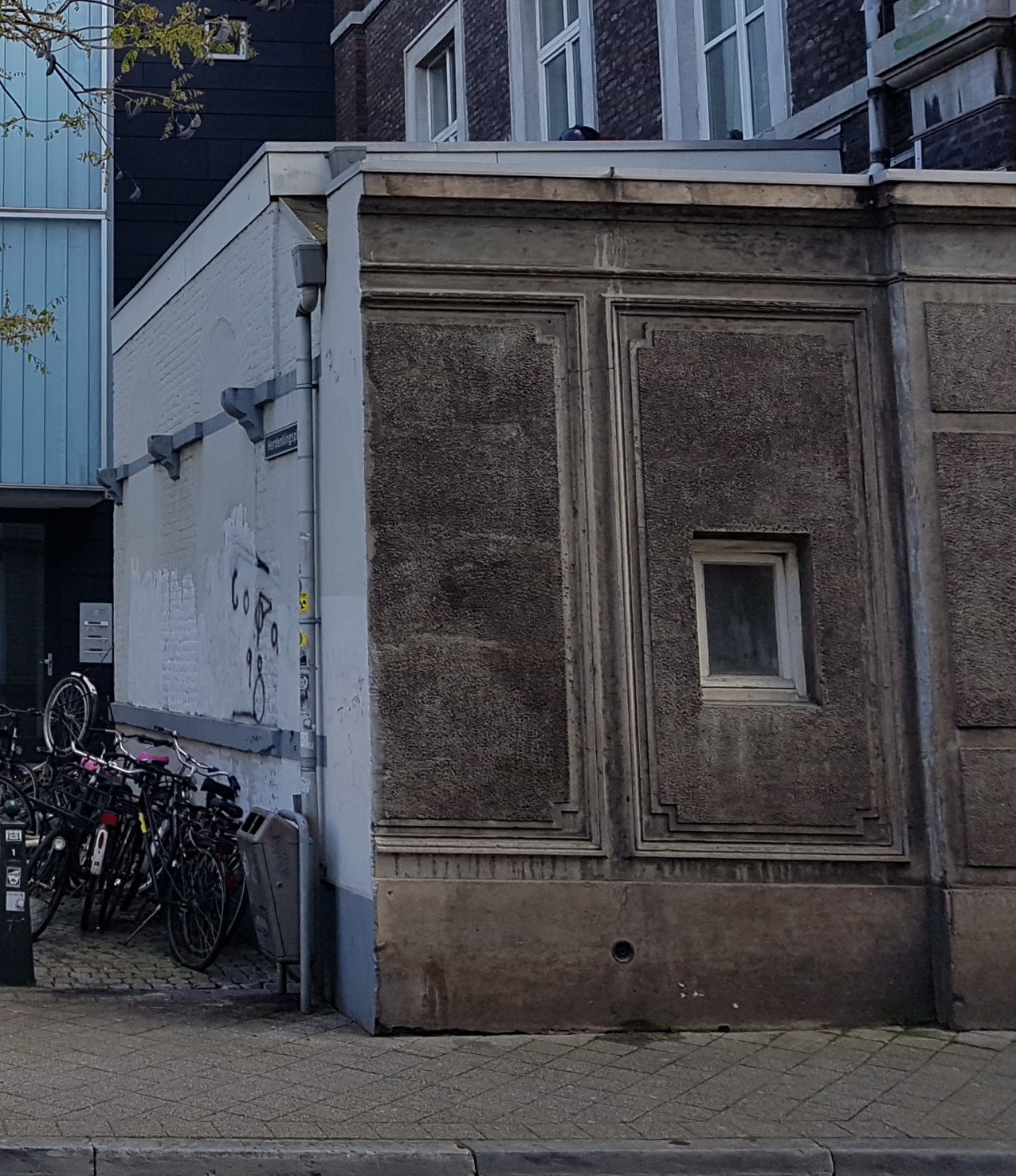
Deel fabrieksmuur
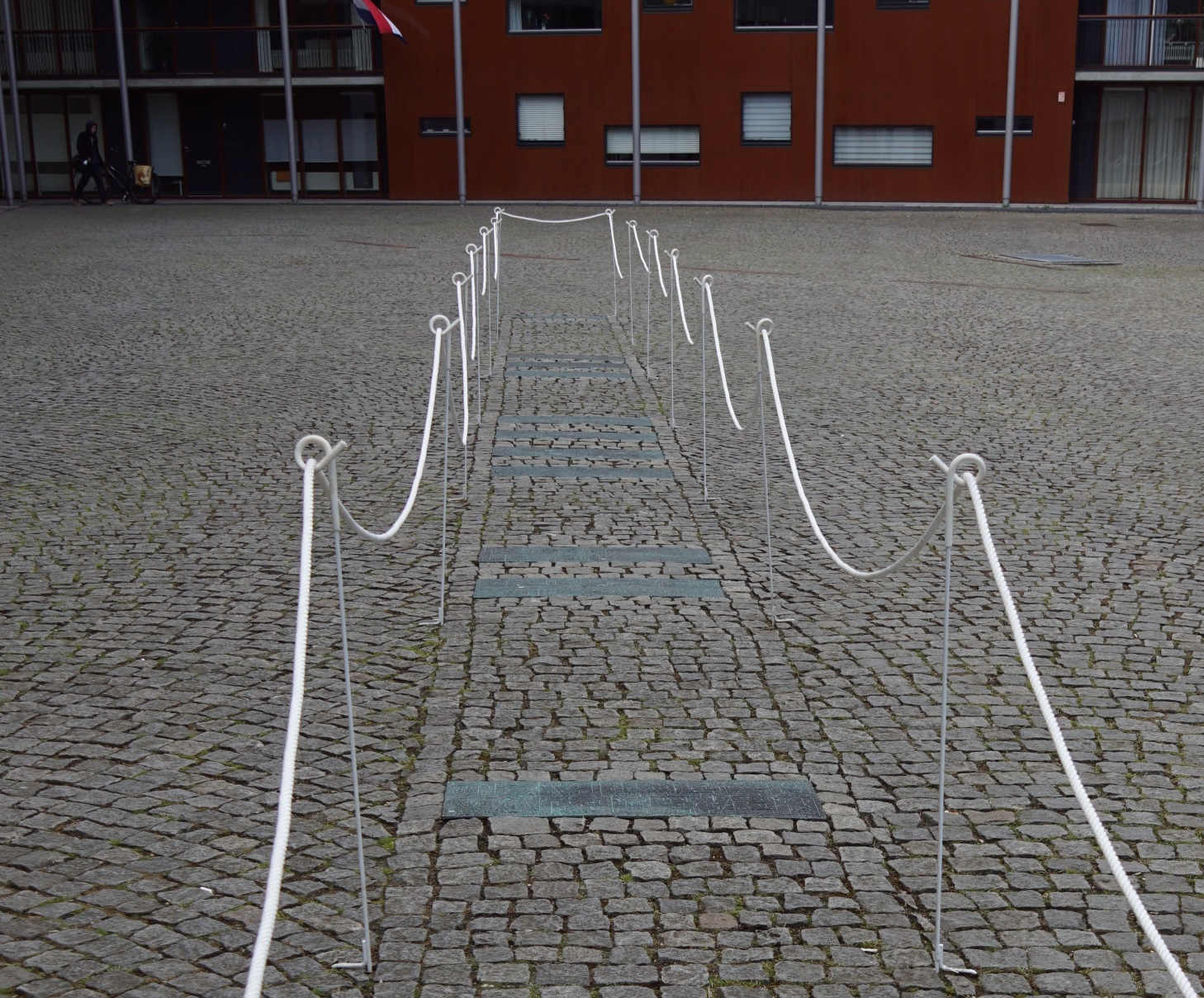
Oorlogsmonument, plaquettes
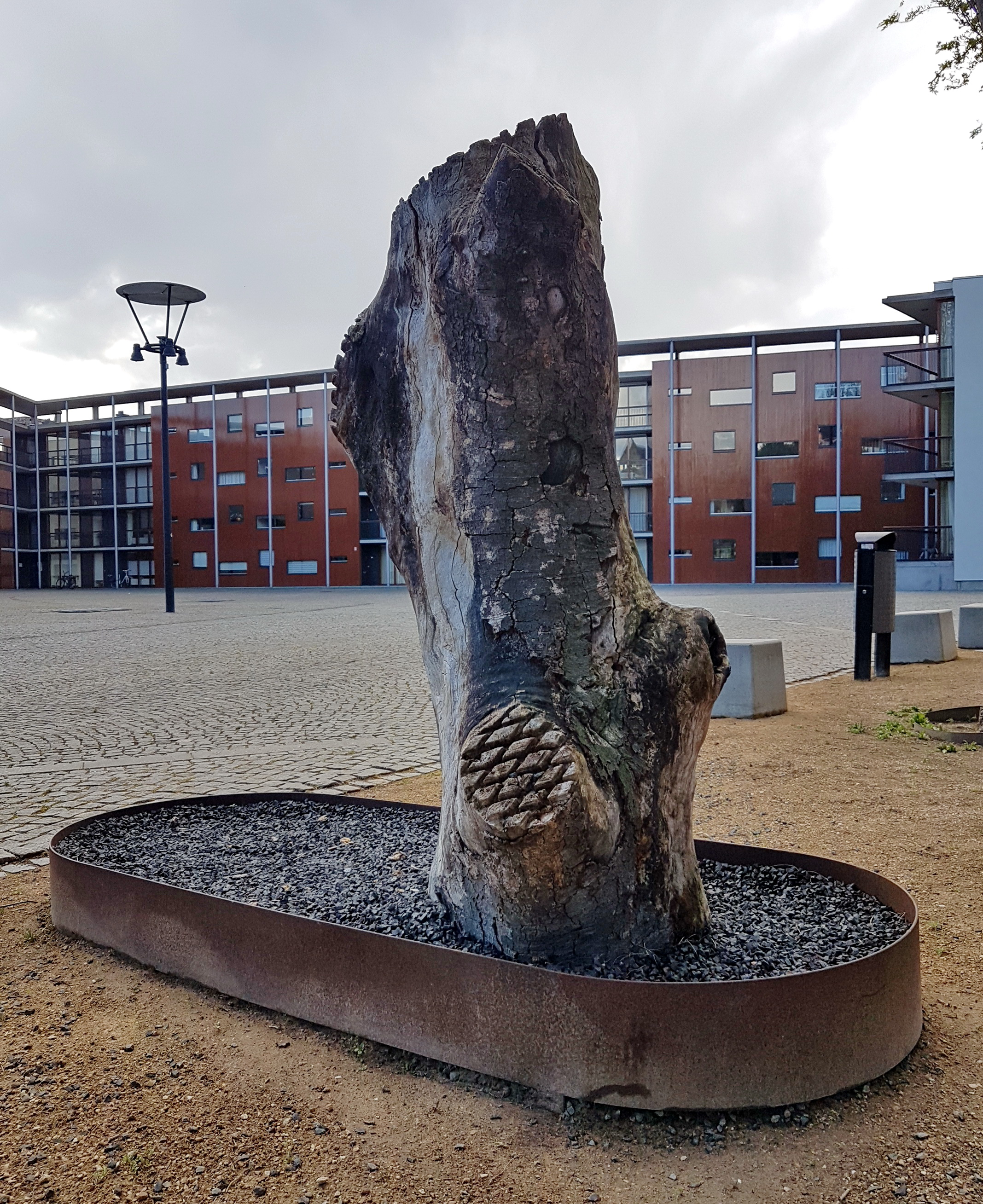
Idem, perkje met boomstronk

## Trivia
- Het feit dat de naam Herdenkingsplein (1984) geen relatie heeft met de industriële geschiedenis van het gebied, werd in 2007 gecompenseerd door een straatje aan de noordwestzijde van het plein Salinecour te dopen. Een saline is een zoutwinningsinstallatie.[13] Omdat de gemeente 'vergat' een straatnaambord te plaatsen en de nummering van de huizen die van de Jekerstraat bleef volgen, werd de naam in 2020 weer geschrapt.[14]
- Vanaf 2012 vindt de jaarlijkse dodenherdenking op het Herdenkingsplein plaats. Aanvankelijk was dit bedoeld als tijdelijk vanwege de bouw van de Koning Willem-Alexandertunnel bij de traditionele plek bij het Limburgs bevrijdingsmonument op het Koningsplein. Toen na het gereedkomen van de tunnel het Comité Dodenherdenking besloot niet terug te keren naar het Koningsplein, riep dit verontwaardigde reacties op, met name van historici en het Buurtplatform Wyckerpoort.[15]